# Matt Morris
Matt Morris (12 de maio de 1974) é um engenheiro britânico que já trabalhou nas equipes de Fórmula 1 da Williams, Sauber e McLaren.

## Carreira
Depois de se formar na Universidade de Coventry com uma licenciatura em engenharia mecânica, Morris se juntou a fabricantes de motores Cosworth como parte do grupo de design. Ele se mudou para sua equipe de teste e corrida, permanecendo fora da estrada por quatro temporadas e, em seguida, voltou ao grupo de design em um papel mais sênior. Para a temporada de 2003, Morris se juntou a Williams como engenheiro sênior de sistemas.
Depois de três anos, ele foi promovido ao cargo de chefe do departamento de transmissão, com foco no desenvolvimento da caixa de câmbio para a equipe. Depois de vários anos nesse papel, em 2012, ele optou por passar para uma posição mais ampla na Sauber, assumindo o cargo de projetista chefe. Ele foi promovido a projetista chefe apenas três meses depois de ingressar na Sauber e manteve essa posição até se mudar para a McLaren em meados de 2013.
Como diretor de engenharia, Matt esteve envolvido com todos os aspectos do design do carro, desde os primeiros conceitos até o feedback dos componentes na pista. Ele permaneceu nesta função até 26 de julho de 2018, quando a equipe britânica anunciou sua renúncia.